# 中国航天科工集団
中国航天科工集団公司（中国語: 中國航天科工集團公司、CASIC）は中国の宇宙開発における主要な生産団体。国有企業で多くの傘下組織を持ち、宇宙機、打ち上げロケット、戦術・戦略ミサイルやそれに付随する地上設備などの設計・開発・製造を行う。
当初は1956年10月に国防部の第五研究院として設立され、第7機械工業部、航天工業部、航空航天工業部、中国航天工業総公司などの数回の名称変更を経て1999年7月に中国航天機電集団公司となり、2001年7月に現名称となった。
CASICは5つの研究所、2つの科学研究生産拠点、6つの上場企業、全国各地に570を超える関連組織があり、13万人以上を雇用している。
CASICは中国で最大のミサイル兵器システム開発製造企業である。防空ミサイル、巡航ミサイル、固体推進ロケット、宇宙技術製品や陸海空及びさまざまな電磁スペクトルの領域を覆う製品向けの技術の開発・研究・製造のための能力を有している。CASICは数十の改良型ミサイル装備システムをさまざまな国に順次提供しており、宇宙分野では有人宇宙飛行や月探査、その他の中国の重要国家計画などに貢献している。2012年の時点で、CASICの総資産は中国元で1596億元であり、売り上げは1340億元、利益は89億2000万元であった。
航空宇宙産業以外の分野にも進出しており、例えば傘下の中国航天汽車が三菱自動車との合弁で設立した航天三菱では、自動車用エンジンを生産しており、生産されたエンジンは多数の中国車メーカーに供給されている。
2013年、2014年には快舟ロケットを打ち上げているほか、2014年の中国国際航空宇宙博覧会では民間用打ち上げ機として飛天一号を発表するなど、小型ロケット分野への展開が見られる。

## 註
1. 1 2 3  “集団概況”.   中国航天科工集団公司. 2014年12月12日閲覧。